# Complete game

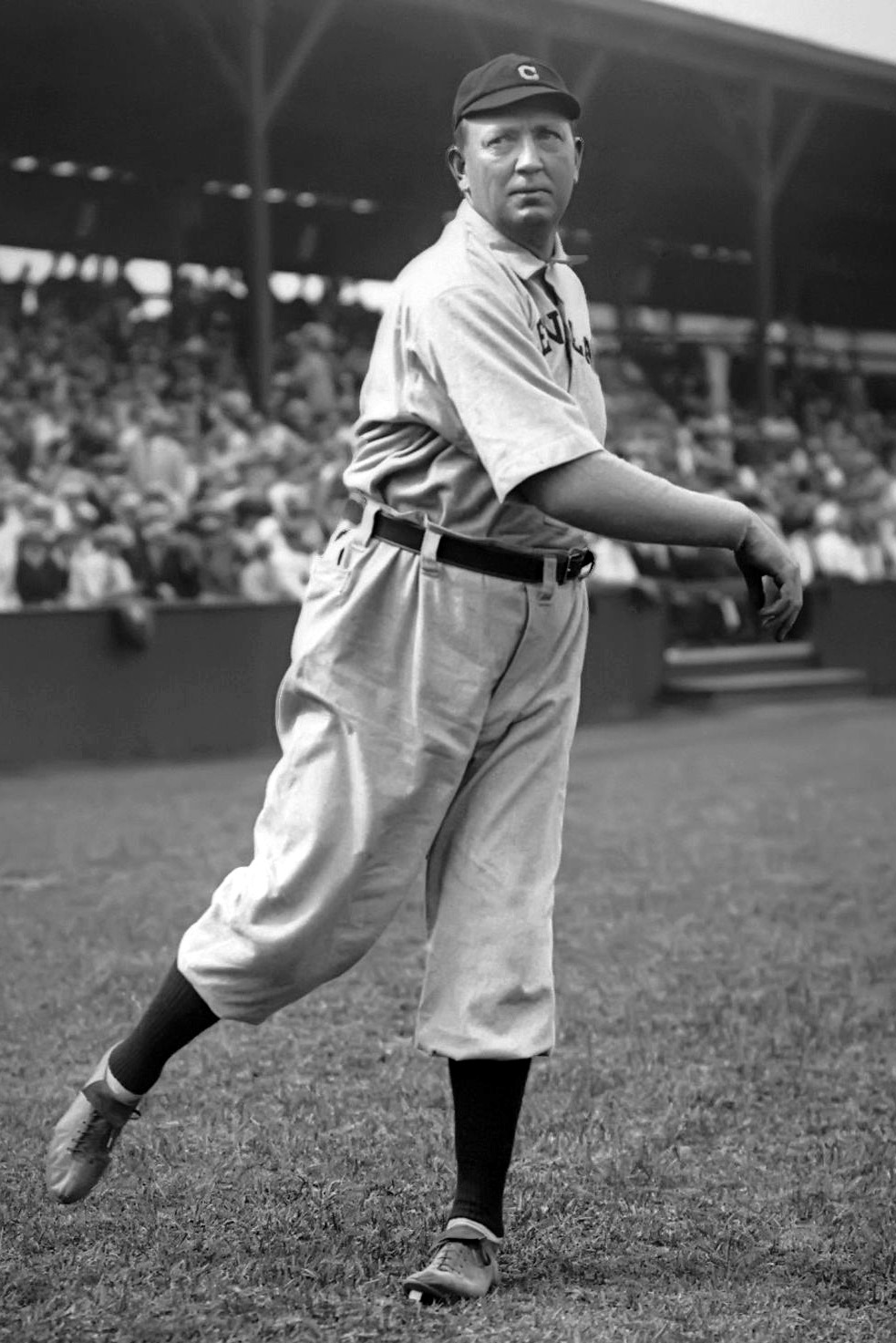
Cy Young, de man met de meeste complete games.

In honkbal is een complete game (CG) een handeling waarin een pitcher een hele wedstrijd speelt en niet vervangen wordt door een reservepitcher.
Het aantal complete games is sterk afgenomen in de loop der jaren. In het begin van de twintigste eeuw maakte bijna elke gestarte pitcher zijn wedstrijd af maar tegenwoordig komen complete games veel minder voor.
De man met de meeste complete games is Cy Young, namelijk 749. Het record voor één seizoen is van Will White. Hij gooide in 1879, 75 complete games. De kans dat deze records nog eens worden verbroken is klein, omdat het moderne honkbal heel anders wordt gespeeld.